# 上海啤酒厂

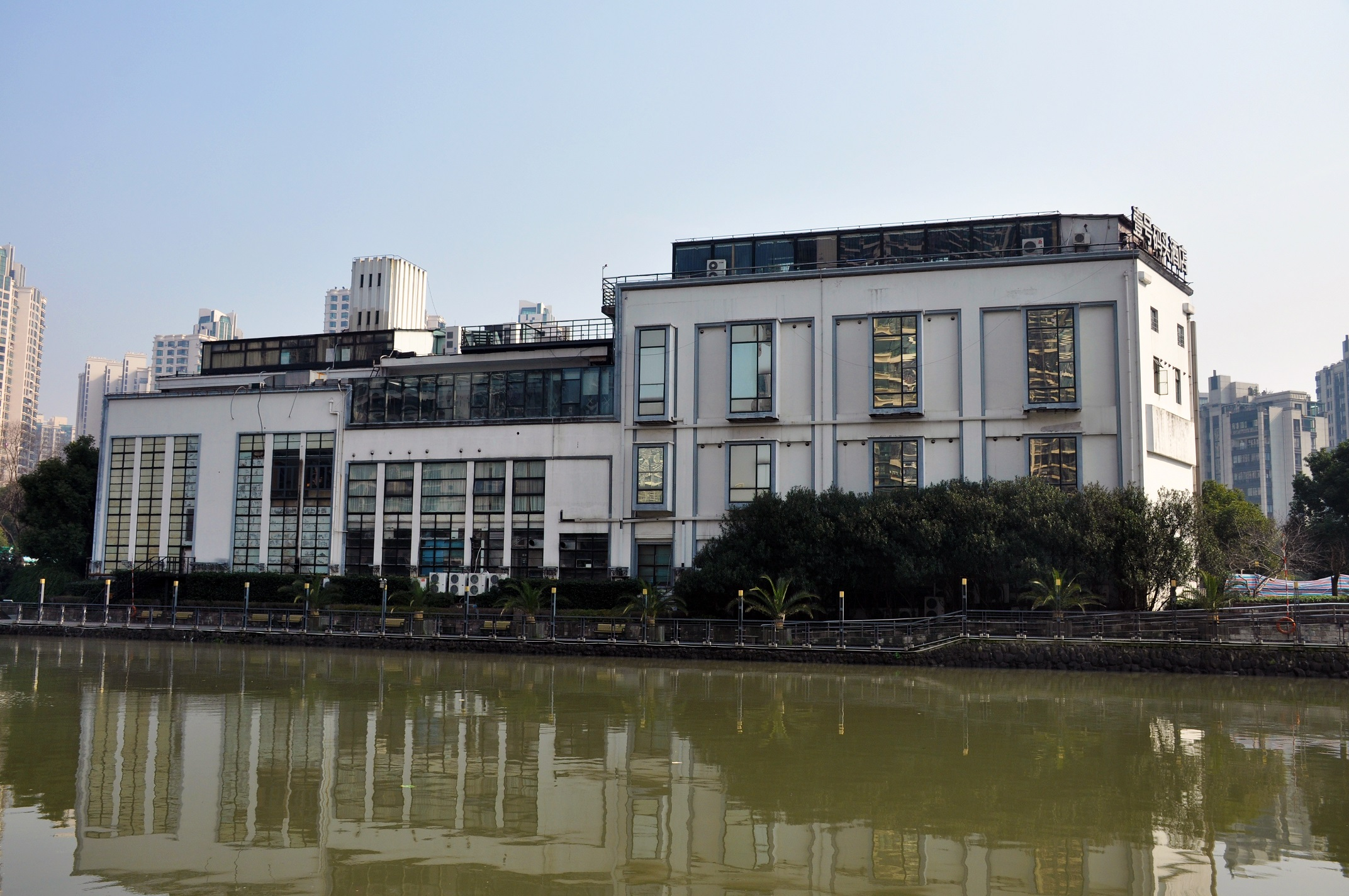
上海啤酒廠園區

上海啤酒厂（Shanghai Union Brewery）是中國上海歷史上的一家啤酒廠。

## 歷史
1911年，香港德国北力乞洋行（Blackhead & Co,F.）在上海的子公司顺和洋行創辦联合啤酒股份有限公司。原址位於戈登路。该厂生产友啤（UB）啤酒，所以該廠又被叫做上海友啤啤酒厂。不久第一次世界大战爆发。1917年，中華民国向德意志帝國宣战，德国侨民被遣返出国。上海友啤啤酒厂於是转入挪威的汉记洋行（Hoehnke，frithjo）名下，啤酒廠更名為顺和啤酒厂（又稱斯堪脱维亚啤酒厂），繼續沿用原友啤商標。1931年，啤酒廠改组，沙逊洋行持有該公司约11%的股份。1935年啤酒厂迁至宜昌路130號，並且更名上海啤酒股份有限公司。友啤（UB）商標繼續沿用。1949年，该厂停产。
1957年，啤酒廠被中華人民共和國當局接管，啤酒廠更名地方国营上海啤酒厂。1959年恢复生产，商标改用天鹅牌。20世纪90年代中期，该厂又為青岛啤酒代工。1996年，上海啤酒厂與華光啤酒廠一同被併入冠生园（集团）有限公司。上海啤酒廠位於蘇州河邊的廠房停产。后當局在上海啤酒厂的工廠原址建起了苏州河梦清园环保主题公园。1999年，上海啤酒有限公司旧址被公布为上海市优秀历史建筑，2009年被公布为普陀区不可移动文物。